# Araeopteron nebulosa
Araeopteron nebulosa là một loài bướm đêm trong họ Erebidae.